# Sihelné
Sihelné és un poble i municipi d'Eslovàquia que es troba a la regió de Žilina, al centre-nord del país. El 2023 tenia 2.186 habitants.

## Demografia
| Godina             | 1994 | 2004    | 2014   | 2024   |
| ------------------ | ---- | ------- | ------ | ------ |
| Nombre de persones | 1821 | 2017    | 2109   | 2166   |
| Diferència         |      | +10,76% | +4,56% | +2,70% |

| Godina             | 2023 | 2024   |
| ------------------ | ---- | ------ |
| Nombre de persones | 2186 | 2166   |
| Diferència         |      | −0,91% |